# Knokploeg Zuid-Limburg
KP-Zuid-Limburg of Knokploeg Zuid-Limburg is de naam voor de bundeling van de Zuid-Limburgse knokploegen binnen het Nederlands verzet in de Tweede Wereldoorlog. De actiefste rol hierin kwam toe aan de knokploeg (K.P.) in het district Heerlen van de Landelijke Organisatie voor Hulp aan Onderduikers (L.O.), waarmee de knokploegen verbonden waren. Dit district besloeg ongeveer driekwart van Zuid-Limburg. Zij maakten dan weer deel uit van de Landelijke Knokploegen. Deze ontwikkeling is typisch voor de meeste verzetsorganisaties: van lokaal naar regionaal naar landelijk.
Commandant was Jacques Crasborn, zijn adjudant Bep van Kooten. Deze werd later door prins Bernhard tot organisator en bevelhebber van het commando Stoottroepen in Limburg benoemd.
Pogingen van Jo Lokerman en Jules Janssen in het voorjaar van 1944 om ook in Maastricht een K.P. te formeren zijn steeds weer mislukt. De K.P. en de L.O. van Sittard werkten met die van Heerlen en later ook met de KP-Zuid-Limburg eng samen, maar behielden hun autonomie uit veiligheidsredenen, 
Opmerkelijke daden van deze samenwerkende groepen waren
- Overval op het distributiekantoor in Valkenburg op 22 juni 1944, waarbij zonder geweld en zonder arrestaties van de kant van de Duitsers grote hoeveelheden distributiebescheiden werden buitgemaakt.
- Overval op het Huis van Bewaring van Maastricht op 2 september 1944.[3] Bij deze overval werden 80 gevangenen bevrijd.
- De bevrijding van de koerier Theo Crijns, einde april 1944, die in een schietpartij eindigde.[4] Meer hierover in het artikel over de Heerlense chirurg en verzetsman dr. Karel Clemens van Berckel

De bekendste leden waren Joep Francotte en Sjeng Coenen, die op Dolle Dinsdag (5 september 1944) door Duitse soldaten op de Cauberg zijn gefusilleerd. Op die plaats werd na de oorlog het Provinciaal verzetsmonument Limburg opgericht.